# 田中敬子 (力道山の妻)
田中 敬子（たなか けいこ、1941年（昭和16年）6月6日 - ）は、日本の社会貢献家・講演家。元スチュワーデス（キャビンアテンダント）。プロレスラー・力道山の妻として著書やインタビューなど多数ある。

## 来歴
1941年6月6日、神奈川県横浜市生まれ。父・勝五郎は神奈川県警察の警視で、茅ケ崎警察署の署長を務めた。神奈川県立横浜平沼高等学校卒業。敬子は外交官を目指しており、高校卒業後は大学進学を希望していた。当時は女性が大学に進学する事は稀であり、昭和30年代の女子は高校を卒業したら数か月間の家事手伝いという花嫁修業を経て、秋にはお見合いをして、そのまま結婚に至る事例が少なくなかった。結婚適齢期が19～22歳という時代の話である。 
父親の勝五郎は当時としては開明的な考えの人物であり「これからは女性も大学に行く時代」という考えで娘の大学進学を後押しした。これにより敬子は志望校を国際基督教大学に絞り受験するが、結果は不合格。敬子は浪人して翌年の大学受験を目指した。敬子はこの浪人生活を「しっかり勉強出来る良い機会かもしれない」と前向きに捉えた。女性が浪人生活をする事も当時は異例であった。
1960年、日本航空に客室乗務員として入社し、主に国際線を担当した。1963年6月5日に21歳で力道山と結婚。半年後の12月8日にナイトクラブで力道山が刺され、1週間後の12月15日に39歳で死去した。
力道山没後の1964年3月に身ごもっていた娘を出産。以後、力道山の遺志を伝えたいと社会貢献活動に従事。講演活動を行いながら、力道山OB会としての活動や新日本プロレスのオフィシャルショップ、闘魂ショップ水道橋店の店長を務める。なお、婚姻時は百田姓であったが、力道山13回忌を境に旧姓である田中姓に戻している。
非嫡出子である百田義浩、百田光雄とは義理の息子、義理の母の関係であるが、力道山死後の財産分与などで一悶着が有り、2024年現在はほぼ絶縁状態だという。

## 人物
当時公言していなかった力道山の出自については結婚前に告げられていた。しかし祖国での人気は把握しておらず、力道山の死後に訪朝した際、力道山のことを市民がよく知っており、名前を冠した記念品があちこちで売られていることに驚かされたという。
力道山本人は「『オレは“なに人”でも関係ない。南も北もない』と南北朝鮮や日本と国境を分け隔てない考えを持っていたといい、田中本人も講演活動で述べている。
身長160cm。
力道山は弟子に厳しい一面があることで知られているが、そんな力道山の人柄を理解しており、力道山が虐待じみた教育をアントニオ猪木に行っていたことは有名だが「可愛がっていた実の息子にもスパルタだったぐらいだった。むしろ、息子に対する態度は猪木さんに対するものと同様だった。実の息子のように思っていた」と擁護していた。
晩年の力道山は田中との結婚を機に「男が35歳までに結婚しないと世間に何か問題があると思われる」とそれまで結婚や家庭を邪魔に思っていた人生観が一変し、弟子達にも「結婚費用は儂が出すから早く結婚しろ!」とまで促したという。

## 書籍

### 著作
- 『夫・力道山の慟哭―没後40年 未亡人が初めて明かす衝撃秘話』双葉社、2003年7月1日。ISBN 978-4575295818。
- 『闘え、生きろ、老いるな!夫・力道山の教え』現代企画、2008年10月1日。ISBN 978-4886619563。
- 『今こそJAPANに力道山!―空手チョップに込められた願い』パロアルトコード、2019年1月1日。ISBN 978-4434256912。

### 評伝
- 細田昌志『力道山未亡人』小学館、2024年5月31日。ISBN 978-4093891615。